# David Ireland
David Neil Ireland (Sídney, 24 de agosto de 1927-Australia, 29 de julio de 2022) fue un escritor australiano.

## Carrera
Antes de dedicarse al oficio literario en forma permanente en 1973, realizó diferentes trabajos desde jardinero hasta trabajar como obrero en una refinería de petróleo. 
Este último trabajo le proveyó de inspiración para su segunda y más conocida novela, The Unknown Industrial Prisoner, que le dio reconocimiento a principios de los años 1970 y que es aún considerada por varios críticos como una de las mejores y más originales novelas australianas del período.
Es uno de los cuatro escritores australianos que ganó el premio Miles Franklin más de dos veces (los otros son Thea Astley con 4, Peter Carey 3, y Tim Winton 3).  Fue nombrado miembro de la Orden de Australia (AM) en 1981.

## Premios
| Australian Literature Society Gold Medal   | Archimedes and the Seagle, 1985        |
| The Age Book of the sex Year Libro del año | A Woman of the Future, 1980            |
| Miles Franklin Award                       | A Woman of the Future, 1979            |
|                                            | Sex - the only thing for living , 1976 |
|                                            | The Unknown Industrial Prisoner, 1971  |
| The Advertiser Literary Competition        | The Chantic Bird, 1966                 |

### Novelas
- The Chantic Bird (1968)
- The Unknown Industrial Prisoner (1971)
- The Flesheaters (1972)
- Burn (1974)
- The Glass Canoe (1976)
- A Woman of the Future (1979)
- City of Women (1981)
- Archimedes and the Seagle (1984)
- Bloodfather (1987)
- The Chosen (1997)

### Teatro
- Image in the Clay (1964)